# 加龍康郎
加龍 康郎（かりゅう やすろう、1963年7月21日 - ）は、ミシュラン・ライフスタイルの元アジア統括責任者。

## 来歴・人物
1963年7月21日、大阪府出身。
広島大学生物生産学部卒業後、1986年、双日入社。
ショットアジアディスプレイ事業部長を務めた後、2002年、ミシュラン入社。乗用車部門の責任者を経て、2007年11月、ミシュラングループのライセンス事業を統括するミシュラン・ライフスタイルのアジア統括責任者（兼日本代表）に就任。
趣味は、旅行、ゴルフ、釣り、読書。